# Yangbajing

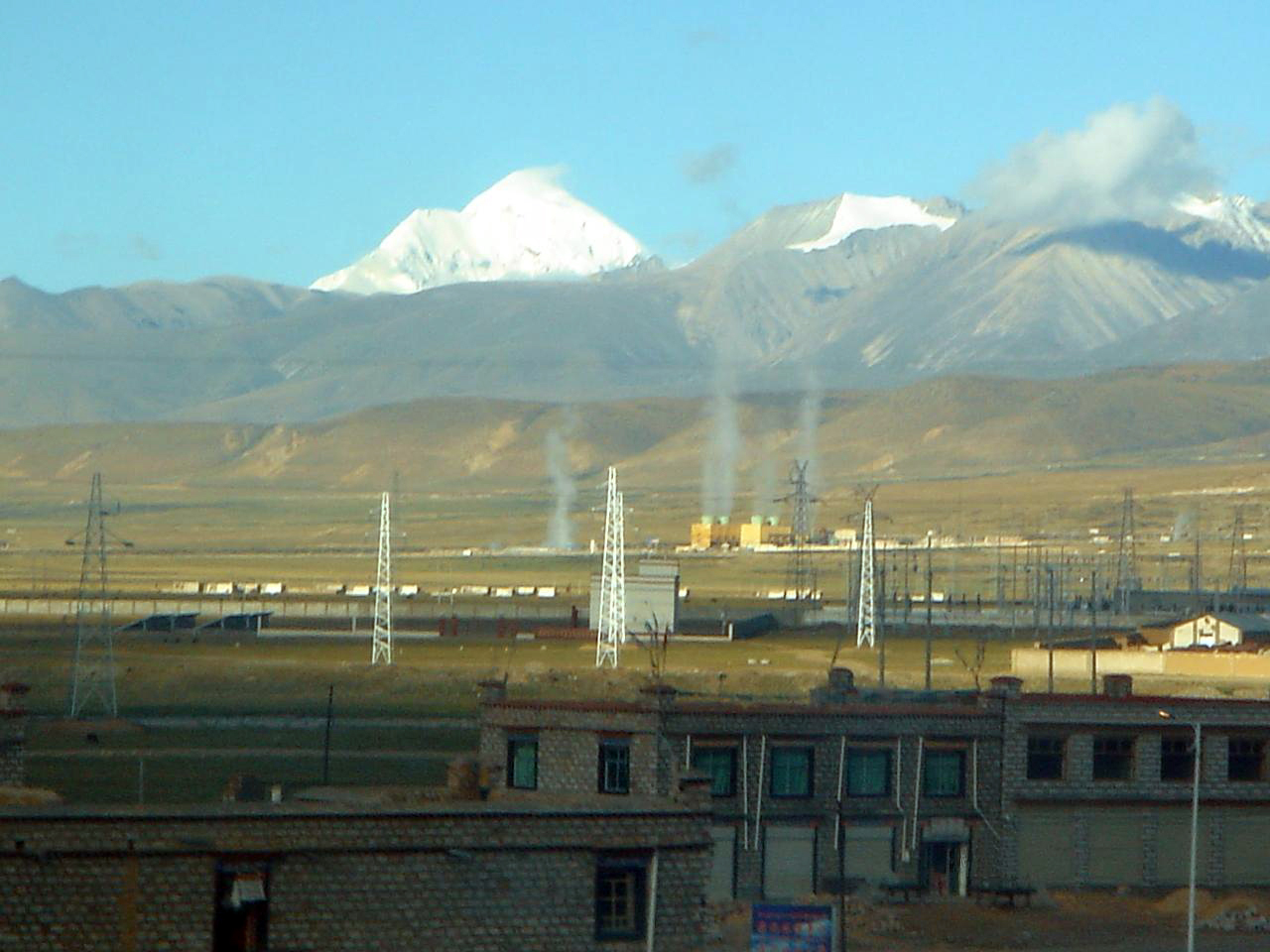
Centrale géothermique de Yangbajing.

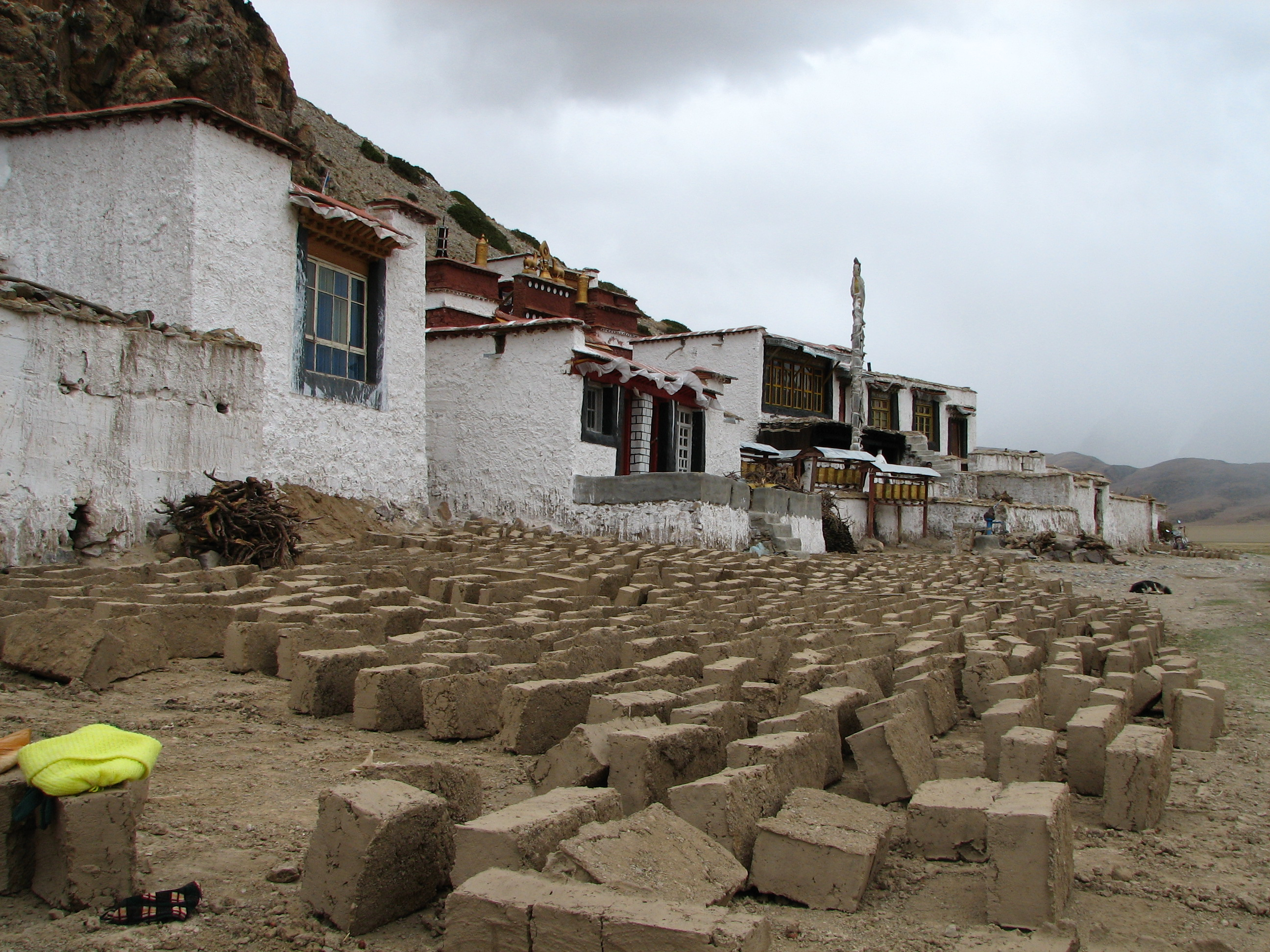
Couvent Dorje Ling.

Yangbajing (chinois : 羊八井镇 ; pinyin : yángbājǐng zhèn, du tibétain : ཡངས་པ་ཅན, Wylie : yangs pa can, THL : Yangpachen, signifiant « large », « vaste »), également retranscrit en Yangbajain, est un bourg située à environ 90 km au nord-ouest du centre ville de la ville-préfecture de Lhassa, dans le xian de Damxung en région autonome du Tibet.
Une centrale géothermique (thermoélectrique) y a été construite en 1977.
Un observatoire de rayons cosmiques a été implanté en 1990 à une altitude de 4300m.
Une centrale photovoltaïque de 10 MW a été créée en 2010 et raccordée au réseau en janvier 2011.